# Masa formierska
Masa formierska – mieszanka składników formierskich, o odpowiednim rodzaju i proporcjach zależnych od zastosowania danej masy. Masy można podzielić w zależności od ich przeznaczenia, zastosowania przy formowaniu, konsystencji, stopnia zużycia, składu oraz jakości. Najczęściej stosowanym jest podział ze względu na przeznaczenie, który zależy od rodzaju odlewanego materiału, parametrów odlewu, oczekiwanej dokładności wymiarowej oraz technologii jaką będzie wykonywana forma.
Do najczęściej stosowanych mas formierskich należą masy syntetyczne składające się z:
- osnowy – powinna stanowić od 80 do 90% masy. Zazwyczaj osnowę stanowi piasek kwarcowy o temperaturze spiekania powyżej 1350 °C, uprzednio oczyszczony z domieszek oraz osuszony do wilgotności na poziomie 1%. Najkorzystniejsze są obłe i śliskie ziarna piasku, których średnia wynosi 0,06 – 1,6 mm,

- materiału wiążącego – 5–10%, na materiał wiążący najczęściej wybiera się lepiszcza iłowe (kaolinitowe i montmorylonitowe), posiadające bardzo dobre właściwości wiążące oraz zdolność do pęcznienia pod wpływem wody. W niektórych przypadkach mogą zwiększyć swoja objętość nawet siedmiokrotnie,

- wody – od 2 do 4%,

- dodatków specjalnych – 2 – 6%, najczęściej wykorzystywany jest pył węglowy, z którego pod wpływem temperatury wydziela się węgiel pirolityczny. Tworzy on na ziarnach osnowy warstwę niezwilżalną przez ciekły metal, co pozwala uzyskać mniejsza chropowatość powierzchni oraz zapobiec przypaleniu masy.

Masy syntetyczne sporządzane są w mieszarkach krążnikowych.
Parametrami charakteryzującymi masy formierskie są:
- zawartość wilgoci
- przepuszczalność
- wytrzymałość na ściskanie, ścinanie, rozciąganie, zginanie
- osypliwość